# Альтенбойтен
Альтенбойтен (нем. Altenbeuthen) — община в Германии, в земле Тюрингия.
Входит в состав района Заальфельд-Рудольштадт.  Население составляет 227 человек (на 31 декабря 2010 года). Занимает площадь 7,87 км².